# Mbaniolagunen
Mbaniolagunen (franska: lagune Mbanio eller lagune Mbia) är en lagun i Gabon. Den ligger i provinsen Nyanga, i den södra delen av landet, 500 km söder om huvudstaden Libreville. Arean är 242 kvadratkilometer. Den är 69 kilometer lång och 5 kilometer bred.